# 빈첸츠 키퍼
빈첸츠 키퍼(독일어: Vinzenz Kiefer, 1979년 1월 29일~)는 독일의 배우이다.

## 작품 목록

### 영화
- T-34 (2018년)
- 제이슨 본 (2016년)
- 하이웨이 투 담푸스 (2014년)
- 로빈 후드 (2013년)
- 베를린의 연인 (2012년) - 칼리 역
- 씨울프 (2008년)
- 바더 마인호프 (2008년)
- 스피드 레이서 (2008년)
- 두뇌 길들이기 (2007년)
- 세상의 끝에서 (2007년) - 리코 역
- 비욘드 더 씨 (2004년)